# Антон Кърпачев
Антон Николов Кърпачев е български учител, политически и обществен деец, адвокат.

## Биография
Роден е в гр. Кюстендил. Учи в родния си град при Аверки Попстоянов и архимандрид Дамаскин (1855-1863). На 15-годишна възраст е условен за учител в с. Преколница, Кюстендилско, а след 2 години е учител в Кюстендил (до 1870).
Участва активно в църковно-националните борби. През 1873 г. заминава на гурбет във Влашко, където се запознава с българските революционери и донася книги и вестници с революционно съдържание, които се раздават от ръка на ръка. Завръща се в Кюстендил, отваря дюкян и става съпричастен към делото на местния революционен комитет, създаден от Тодор Пеев.
Взема участие на 12 януари 1878 г. в боя при с. Жиленци, Кюстендилско за отблъскване на турските войски. След Освобождението е старши писар при Кюстендилския окръжен управителен съвет. Тази длъжност изпълнява около две години, след което е избран за окръжен ковчежник, която длъжност остава до юли 1882 г. Напуска ковчежническата длъжност и работи като адвокат, която професия упражнява дълги години.
Кмет на град Кюстендил (1 юни 1883 – 28 февруари 1884) и народен представител в IV НС (1884-1885). По време на кметското му управление са реализирани различни обществени и благоустройствени мероприятия: прави се настилка на главните улици, осигурява се осветление с фенери, настаняват се бежанци от Македония.
Антон Кърпачев е първият кюстендилец, който си прави животоописание (към 1898), в което описва преживени събития отпреди Освобождението (1878), дните на Освобождението и бурните няколко години след него. Особен интерес представляват и сведенията му за училищните порядки в Кюстендил.
След напускане на кметската длъжност става член на Демократическата партия. Дружи с местния ѝ лидер Христо Славейков и участва в различни партийни и обществени дела в Кюстендил. Умира в родния си град на 81-годишна възраст през 1929 г.